# Michał Karski
Michał Szymon Karski herbu Jastrzębiec (ur. w 1714, zm. 21 października 1793) – podkomorzy różański w 1784 roku, chorąży różański w 1754 roku, stolnik różański w 1735 roku.
Syn Wojciecha i Konstancji Szydłowskiej. Żonaty z Anną Glinką, miał synów: Antoniego, Jana, Wojciecha, Augustyna oraz córkę Mariannę Józefatę Michalinę.
Elektor Stanisława Augusta Poniatowskiego, poseł na sejmy.